# لي جونسون (لاعب كرة قدم)
لي جونسون (بالإنجليزية: Lee Johnson)‏ (و. 1961  م) هو لاعب كرة قدم أمريكية، من الولايات المتحدة، ولد في دالاس، تكساس، يلعب كراكل ‏.

## التعليم
تعلم في The Woodlands High School ‏.